# Nic (album)
Nic – piąty album studyjny polskiego rapera Sokoła. Wydawnictwo ukazało się 19 listopada 2021 roku nakładem wytwórni muzycznej Prosto. Album uzyskał status potrójnej platynowej płyty oraz zadebiutował na 1. miejscu polskiej listy sprzedaży – OLiS.
Album otrzymał nominację do Fryderyka w kategorii Album roku – hip-hop.

## Lista utworów
Opracowano na podstawie materiału źródłowego.
1. „Cześć” (gościnnie: Sarius)
2. „Ty też”
3. „Batoniki” (gościnnie: Hodak)
4. „Zorro”
5. „Burza” (gościnnie: ZIP Skład)
6. „Plastikowy tulipan”
7. „Nic”
8. „After” (gościnnie: Fred)
9. „Jak urosnę” (gościnnie: Fasolki)
10. „Wkraczając w pustkę”
11. „Jednorożec”
12. „Ludzie z planety bezludnej” (gościnnie: Szpaku)
13. „52Hz Skit”
14. „52Hz”
15. „Na cały świat” (gościnnie: Pezet, Quebonafide)
16. „Płaczemy pięścią w stół”
17. „Nie było już nic”
18. „Inny styl”
19. „Poncz z pomarańczy”